# 公務人員特種考試身心障礙人員考試

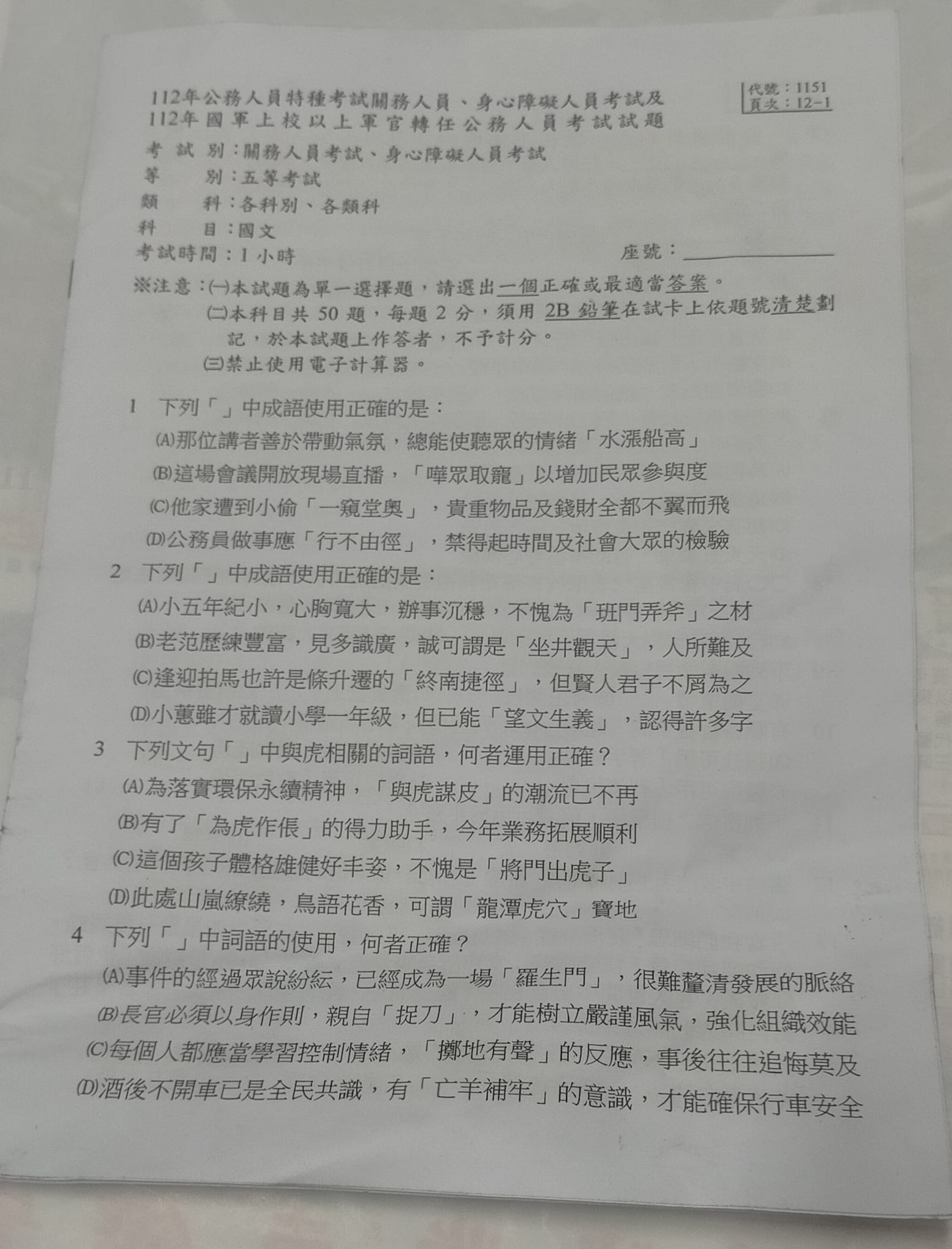
2023年公務人員特種考試身心障礙人員考試題目

公務人員特種考試身心障礙人員考試（英語：Civil Service Special Examinations for the Disabled），也簡稱身障特考，是指由中華民國考選部為身心障礙者所專門舉辦的公務人員特種考試。1996年7月考選部首次舉辦公務人員特種考試殘障人員考試，簡稱殘障特考；1998年改名為公務人員特種考試身心障礙人員考試。根據《公務人員任用法》規定，年滿65歲即不得擔任公務人員。身障特考屬於一般性類科考試，不須實施體格檢查，其考試等別分為二等、三等、四等和五等4種。

## 權益維護措施
國家考試身心障礙應考人權益維護措施要點曾於2013年1月10日修正發布，如有下列情形可以申請權益維護措施：
| 應考人障礙類別                             | 各項權益維護措施 |
| ------------------------------------------ | --- |
| 上肢肢體障礙                               | 1.放大之測驗式試卷（卡）2.延長每節考試時間至多20分鐘                                                                                                  |
| 下肢肢體障礙                               | 1.安排低樓層或備有電梯之試場2.適用桌椅、輪椅 |
| 聽覺障礙                                   | 1.安排熟諳手語或口語溝通之監場人員及試務人員擔任監考及服務工作2.以警示燈及大字報書寫方式，表示上、下場鈴聲                                            |
| 視覺障礙                                   | 1. 放大鏡燈具或擴視機2.有聲電子計算器3.放大之試題、測驗式試卷（卡）4.點字機及點字試題5.盲用電腦、相關應用軟體及電子檔試題6.延長每節考試時間至多20分鐘 |
| 身體協調性功能不佳或雙上肢肢體障礙肌肉萎縮 | 1.使用電腦作答並提供相關設備2.延長每節考試時間至多20分鐘3.放大之試題、測驗式試卷（卡）                                                                |
| 因功能障礙，致無書寫能力及無法使用電腦作答 | 1.以口述錄音、錄影方式，由監場人員代筆作答2.延長每節考試時間至多20分鐘                                                                                |
| 因視覺或上肢肢體有特殊障礙情形             | 得於試卷上書寫作答取代劃記測驗式試卷（卡） |

## 應用
根據《身心障礙者權益保障法》第38條規定，各級政府機關、公立學校及公營事業機構員工總人數在34人以上者，進用具有就業能力之身心障礙者人數，不得低於員工總人數3%。因應108年課綱上路，較難符合一個組織身障者占比至少需達3%的規範，勞動部表示此時可以考慮開設身障特考名額、媒合身障者從事行政職缺或採多校共聘來解決。

## 紀錄
2012年，當時64歲的聽障考生周茂春考上地政類科，為目前已知最年長考上身障特考的考生。

## 相關爭議
- 監察委員王幼玲曾發現身障公務員考績列甲等的比率明顯不及全體公務員，且隨著障礙程度越高，考績甲等的比率就越低，因此要求銓敘部全面調查，並請考試院等相關單位檢討改善[4]。
- 桃園一名吳姓男子曾因書寫障礙想申請延長每科考試時間，卻遭考選部以「多指障礙達32年，障礙前後均慣用右手」不符書寫試卷困難條件駁回申請，因而去以《行政訴訟法》爭取權益，最終法官認為考選部有違經驗及論理法則，更有失公平性，因此判決吳男勝訴，確認考選部原駁回他延長考試時間申請處分違法。但對吳男來說並已無實質意義，因為考試都結束了[5]。